# Bothriembryon bulla
Bothriembryon bulla är en snäckart som först beskrevs av Menke 1843.  Bothriembryon bulla ingår i släktet Bothriembryon och familjen Bulimulidae. Inga underarter finns listade i Catalogue of Life.